# Gyere, táncolj!
A Gyere, táncolj! című dal az 1989-ben alakult Soho Party együttes első kislemeze, mely hatalmas sikert aratott. A kislemez a BMG Ariola gondozásában jelent meg. A dalban még nem Betty Love, hanem Czerovszky Henriett vokálozott, mivel a felvételek még 1989-ben készültek.

## Tracklista
1. Gyere, táncolj! (Radio Edit)
2. Gyere, táncolj! (Tribal Club Mix)
3. Gyere, táncolj! (Fantasy Mix)
4. Gyere, táncolj! (Acapella)
5. Miért nincs nyáron hó? (Soho Extended Mix) featuring Császár Előd

## Közreműködő előadók
- Czerovszky Henriett - háttérvokál
- Vitéz László Attila - mixek